# Fieldingia
Fieldingia is een geslacht van sponsdieren uit de klasse van de Hexactinellida.

## Soorten
- Fieldingia lagettoides Kent, 1870
- Fieldingia valentini Tabachnick & Janussen, 2004